# Echinidae
Echinidae Gray, 1825 é uma família de ouriços-do-mar pertencente à ordem Camarodonta.

## Taxonomia
A família Echinidae inclui os seguintes géneros:
- Dermechinus Mortensen, 1942
- Echinus Linnaeus, 1758
- Gracilechinus Fell & Pawson, in Moore, 1966
- Polyechinus Mortensen, 1942
- Sterechinus Koehler, 1901
- Stirechinus Desor, 1856 †